# Maghasadás

A maghasadás, más néven nukleáris fisszió során egy atommag két vagy több kisebb magra szakad. A maghasadást gamma-, valamint neutronsugárzás is kísérheti. A nehéz elemek maghasadása exoterm folyamat, melynek során nagy mennyiségű energia szabadul fel elektromágneses sugárzás és a hasadványok mozgási energiájának formájában. Vele ellentétes folyamat a magfúzió, ahol nem hasadás, hanem egyesülés következik be.
Ahhoz, hogy a maghasadás során energia szabaduljon fel, a termékmagok kötési energiájának nagyobbnak kell lennie, mint a kiindulási magnak, mert csak így jöhet létre tömegveszteség. A maghasadás az elemátalakulás (transzmutáció) egyik lehetséges módja, mivel a folyamat végén kapott hasadványmagok nem azonosak az eredeti kémiai elemmel.
A maghasadás révén atomenergia termelhető, vagy nukleáris fegyverekben robbantás céljára is felhasználható. Mindkét alkalmazás alapja az, hogy bizonyos anyagok (hasadóanyagok) szabad neutronnal való ütközés hatására maghasadást szenvednek, ugyanakkor a hasadás során belőlük szabad neutronok keletkeznek. Ez önfenntartó láncreakciót hoz létre, melynek segítségével atomreaktorban szabályozott energiafelszabadulás, atomfegyverben viszont nagyon gyors, ellenőrizetlen reakció megy végbe.
A nukleáris fűtőanyagban tárolt szabadenergia mennyisége milliószorosa a hasonló tömegű kémiai tüzelőanyagokban található energiának, mert a hagyományos robbanóanyagokban – például a TNT-ben – az elektronokat mozgósítják, míg a fisszió során a nukleonokat, amiknek sokkal nagyobb a kötési energiája, mint az elektronoknak, így a maghasadás bizonyítottan jóval hatékonyabb energiaforrás. A maghasadás termékei viszont átlagban sokkal radioaktívabbak, mint a hasadóanyagként használt nehéz elemek, és radioaktivitásuk jelentős ideig megmarad, így a keletkező nukleáris hulladék kezelése is probléma.

## Fizikai áttekintés

### Mechanizmus
Maghasadás – mint a radioaktív bomlás egyik fajtája – neutronbefogás nélkül is végbemehet. A hasadásnak ez a típusa, a spontán hasadás – néhány nagyon nehéz nuklid kivételével – ritkán fordul elő. A nukleáris eszközökben (atomreaktor, atombomba) az összes maghasadás indukált hasadás – egyfajta nukleáris reakció – eredményeként jön létre. A neutronindukált hasadás bevezető lépéseként az atommag elnyel egy neutront, miáltal az adott elem eggyel nagyobb tömegszámú izotópja jön létre erősen gerjesztett állapotban, mely két kisebb részre hasadva szabadul meg fölös energiájától, miközben néhány neutron is „elpárolog”. A neutronindukált hasadás sebessége a neutronok energiájától és elérhetőségétől függ, ellentétben a spontán hasadással, mely a radioaktív bomlásokra jellemző exponenciális törvény szerint zajlik, állandó felezési idővel.
A neutronindukált hasadás jellemző vonása más magreakciókkal szemben, hogy a nukleáris láncreakción keresztül gyorsítható és esetenként szabályozható. Egy ilyen reakcióban az egyes hasadási események során keletkezett szabad neutronok további maghasadást idézhetnek elő, ami több neutron keletkezését, és ezáltal még több maghasadást okozhat.
A kémiai elemek azon izotópjait, amelyek képesek fenntartani egy hasadási láncreakciót, hasadóanyagnak nevezzük. A leggyakoribb hasadóanyagok a 235U (az urán 235-ös tömegszámú izotópja, amit a Paksi Atomerőműhöz hasonló termikus reaktorokban is használnak) és a 239Pu (a plutónium 239-es tömegszámú izotópja). Ezek magja nem szimmetrikusan hasad, hanem jellemzően egy kisebb, 95 körüli tömegszámú és egy nagyobb, 135 körüli tömegszámú hasadványra esik szét. Ezért a hasadási termékek tömegeloszlásának két gyakoriságmaximuma van A = 95 és 135 körül (bimodális eloszlás). A legtöbb hasadóanyag csak nagyon ritkán bomlik spontán hasadással, ehelyett nagyrészt alfa- vagy béta-bomlások sorozatával bomlanak el. Az atomreaktorokban és a nukleáris fegyverekben a maghasadások túlnyomó részét egy neutronnal való ütközés okozza, mely maga is egy korábbi hasadás során keletkezett.

### Energetika

Minden egyes maghasadás során jellemzően mintegy 200 millió elektronvolt (200 MeV) energia szabadul fel. Ezzel szemben a legtöbb kémiai oxidációs reakció (mint például a szén vagy TNT égése) legfeljebb néhány eV energia felszabadulásával jár egy atomra vonatkoztatva, ezért a hasadóanyagokból tömegegységenként legalább tízmilliószor nagyobb mennyiségű energia nyerhető, mint a kémiai tüzelőanyagokból. A maghasadás során az energia a hasadási termékek és magtöredékek mozgási energiájaként, valamint elektromágneses sugárzásként, gamma-sugárzás formájában szabadul fel. Az atomreaktorokban az energia hővé alakul, ahogy a részecskék és a gamma-sugarak a reaktor szerkezeti anyagának vagy hűtőközegének – amely általában víz, vagy ritkábban nehézvíz – atomjaival ütköznek.
Amikor az urán magja két termékmaggá hasad, 200 MeV energia szabadul fel. Az urán-235 teljes hasadási energiája 202,5 MeV, jellemzően kb. 169 MeV jut a termékmagok mozgási energiájára, ezért azok a fénysebesség 3%-ával repülnek szét. Ezenkívül átlagosan 2,5 neutron szabadul fel, egyenként 2 MeV mozgási energiával (összesen 4,8 MeV). A hasadás során 7 MeV prompt gamma-foton is keletkezik. Ez azt jelenti, hogy atomrobbanás vagy kritikussági baleset során a teljes energia mintegy 3,5%-a gamma-sugárzás, és kevesebb mint 2,5%-a gyors neutronok formájában szabadul fel, míg a többi a hasadási termékek mozgási energiájává („hővé”) alakul. Egy atombombában ez a hő a bomba magjának hőmérsékletét akár 100 millió kelvinre is felemelheti, így másodlagos vagy lágy röntgensugárzás léphet fel, amely ennek az energiának egy részét ionizáló sugárzássá alakítja. Az atomreaktorokban azonban a hasadási termékek mozgási energiája nem hoz létre ilyen magas hőmérsékletet, így nem vagy alig történik ionizáció.
Az azonnal felszabaduló (prompt) hasadási energia mintegy 181 MeV, a teljes energiának 89%-a. A fennmaradó 11% béta-bomlások során, valamint az azt kísérő gamma-sugárzással szabadul fel. Ezen bomlások felezési ideje nagyon eltérő lehet, de a folyamat azonnal megkezdődik a hasadási termékek kialakulásakor. Az urán-235 esetén például a késleltetett energia megoszlása: 6,5 MeV béta, 8,8 MeV antineutrínó (a béta-sugárzással egyidejűleg), és további 6,3 MeV késleltetett gamma-sugárzás a gerjesztett állapotú béta-bomlástermékekből (mindent összevetve így átlagosan 10 gamma-foton keletkezik minden egyes maghasadáskor).
A teljes hasadási energia 8,8 MeV/202,5 MeV = 4,3%-át képviselő antineutrínók sem a hőtermeléshez nem járulnak hozzá, se nem számítanak ionizáló sugárzásnak, ugyanis megközelítőleg fénysebességgel azonnal elhagyják nemcsak a reaktorteret, hanem a Földet is, akár azon keresztülrepülve, és csak egészen elenyésző mértékben kölcsönhatva az ott található anyaggal. A többi sugárzás ugyanakkor szinte teljesen átalakul hővé, részben a reaktortartályban, részben annak falában.
Egyes neutronfolyamatokat megkülönböztethetünk az alapján, hogy végső soron elnyelnek vagy kibocsátanak energiát. Például a neutron mozgási energiája nem alakul közvetlenül hővé, amikor egy 238-as uránmag befogja és átalakul 239-es plutóniummá, de ez az energia felszabadul, amikor a 239Pu utána elbomlik. Másrészt a késleltetett neutronok, amelyek hasadási leánytermékek néhány perces felezési idejű radioaktív bomlásakor szabadulnak fel, nagyon fontos szerepet játszanak a reaktor szabályozásában, ugyanis meghatározzák a láncreakció „reakcióidejét”, amikor a reaktort a „késleltetett kritikus” tartományban üzemeltetik. Ezek a késleltetett neutronok is szerepet játszanak a reaktor szuperkritikus állapotának fenntartásában, amikor is az egy bomlási esemény során felszabaduló neutronok átlagosan egynél több újabb bomlást okoznak. A késleltetett neutronok nélkül is fennálló ún. prompt-kritikus állapotban a láncreakció növekedése gyorsabb annál, mint hogy emberi beavatkozással szabályozni lehessen. Nélkülük az első kísérleti láncreakciók is megszaladtak volna, mielőtt a kezelők manuálisan beavatkozhattak volna (Enrico Fermi ezért tervezett a chicagói atommáglyához sugárzásmérővel összekötött, automatikusan kikapcsoló elektromágnesek által tartott szabályzó rudakat, amelyek azonnal az atommáglya közepébe estek volna egy esetleges megszaladáskor). Ha a késleltetett neutronokat nem fogja be egy atommag, akkor azok is a hőtermeléshez járulnak hozzá.

## Fordítás
- Ez a szócikk részben vagy egészben  a   Nuclear fission című angol Wikipédia-szócikk fordításán alapul.  Az eredeti cikk szerkesztőit annak laptörténete sorolja fel. Ez a jelzés csupán a megfogalmazás eredetét és a szerzői jogokat jelzi, nem szolgál a cikkben szereplő információk forrásmegjelöléseként.